# Les Aventures d'un homme invisible
Pour les articles homonymes, voir L'Homme invisible.
Pour plus de détails, voir Fiche technique et Distribution.
Les Aventures d'un homme invisible ou Les mémoires d'un homme invisible au Québec (Memoirs of an Invisible Man) est un film franco-américain réalisé par John Carpenter et sorti en 1992. Il est librement adapté du roman Mémoires d'un homme invisible (en) de Harry F. Saint publié en 1987. Il rencontre un échec critique et commercial.

## Synopsis
Une tasse de café renversée sur un ordinateur provoque une explosion dans un laboratoire de Magnascopics. N'ayant pas évacué les lieux car il y dormait, l'analyste financier Nick Halloway découvre qu'il est devenu invisible. Il se retrouve alors poursuivi par la CIA. Seule Alice Monroe, une productrice de télévision, va pouvoir l'aider.

## Fiche technique
- Titre français : Les Aventures d'un homme invisible
- Titre québécois : Les mémoires d'un homme invisible[1]
- Titre original : Memoirs of an Invisible Man
- Réalisation : John Carpenter
- Scénario : Robert Collector, Dana Olsen et William Goldman, d'après Memoirs of an Invisible Man de Harry F. Saint
- Direction artistique : Bruce Crone
- Décors : Lawrence G. Paull
- Costumes : Joe I. Tompkins (en)
- Photographie : William A. Fraker
- Son : Gordon Ecker, John Leveque
- Musique : Shirley Walker
- Montage : Marion Rothman
- Production : Bruce Bodner et Dan Kolsrud

Production déléguée : Arnon Milchan
- Sociétés de production : Studiocanal, Regency Enterprises, Alcor Films et Cornelius Productions
- Société de distribution : Warner Bros.
- Pays de production :  États-Unis,  France
- Budget : environ 40 millions de dollars[2]
- Format : Couleurs (Technicolor) - 35 mm - 2,35:1 - Dolby
- Genre : comédie, science-fiction, romance
- Durée : 99 minutes
- Dates de sortie[1] :
  - États-Unis : 28 février 1992
  - France : 29 juillet 1992
- Classification[3] :
  - États-Unis : PG-13
  - France : tous publics

## Distribution
- Chevy Chase (VF : Jean-Luc Kayser ; VQ : Jacques Lavallée) : Nick Halloway
- Daryl Hannah (VF : Micky Sébastian ; VQ : Geneviève De Rocray) : Alice Monroe
- Sam Neill (VF : Michel Papineschi ; VQ : Mario Desmarais) : David Jenkins
- Michael McKean (VF : Nicolas Marié ; VQ : Marc Bellier) : George Talbot
- Stephen Tobolowsky (VF : Patrick Préjean ; VQ : Patrick Peuvion) : Warren Singleton
- Jim Norton (VQ : Léo Ilial) : Dr Bernard Wachs
- Pat Skipper (VF : Pascal Renwick ; VQ : Benoit Rousseau) : Morrissey
- Paul Perri (VQ : Marc Labrèche) : Gomez
- Richard Epcar (VQ : Pierre Chagnon) : Tyler
- Steven Barr : Clellan
- Gregory Paul Martin (VF : Bernard Lanneau) : Richard
- Patricia Heaton (VF : Dorothée Jemma) : Ellen
- Aaron Lustig : un technicien
- John Carpenter : le pilote de l'hélicoptère (caméo, crédité sous le nom de Rip Haight)

Note : Le doublage français n'a été utilisé qu'au cinéma et sur la VHS. L'édition DVD contient le doublage québécois.
Référence : VQ

## Production

### Genèse et développement
En 1986, le roman Memoirs of an Invisible Man de Harry F. Saint — alors non publié — est présenté à l'acteur Chevy Chase par un agent. L'acteur est séduit par le potentiel de l'intrigue et propose le projet aux studios. Warner Bros. paie alors 1,35 million de dollars pour acquérir les droits du roman.
William Goldman est ensuite chargé d'adapter le roman en scénario. Ivan Reitman est alors attaché au projet comme réalisateur. Très impliqué dans le film, notamment via sa société Cornelius Production, Chevy Chase n'est pas satisfait des différents scripts. Le projet tarde trop selon Ivan Reitman qui quitte le projet. Lassé, William Goldman quitte également le projet en déclarant « Je suis trop vieux et trop riche pour cette merde ». Il déclarera plus tard que Mark Canton, chef du studio, ne l'a pas payé pour toutes ces réécritures et qu'il l'a poursuivi en justice.
Chevy Chase trouvait le script de William Goldman trop centré sur la comédie. Il demande aux nouveaux scénaristes de le rendre « plus sérieux, avec plus d'aventures » et contacte notamment Dana Olsen et Robert Collector. Richard Donner rejoint le projet comme réalisateur et apporte notamment son expérience dans les effets spéciaux, avant de quitter le film quelques mois après. John Carpenter est proposé pour le remplacer, un choix approuvé par Chevy Chase.
John Carpenter est alors en plein procès avec la société Alive Films après Invasion Los Angeles. Il est alors attaché à plusieurs projets comme Pincushion, L'Exorciste 3 ou encore une nouvelle version de Dracula. Il est alors peu enclin à s'atteler à ce nouveau film. De plus, il n'a plus fait un film pour un studio majeur depuis Les Aventures de Jack Burton dans les griffes du Mandarin pour la Fox. Mais il se laisse finalement convaincre et passe plusieurs mois à retravailler le script avec Dana Olsen et Robert Collector dans un style décrit comme « La Mort aux trousses qui rencontre Starman ». Ils développement notamment l'intrigue amoureuse.

### Attribution des rôles
Kirstie Alley a été envisagée pour le rôle d'Alice Monroe.

### Tournage
Le tournage a lieu en Californie (Beverly Hills, gare de Santa Ana, Santa Clarita, San Francisco), au Nouveau-Mexique (Las Vegas, Santa Fe, Albuquerque).

### Musique
Il s'agit de l'un des rares films de John Carpenter pour lequel il ne compose pas lui-même la musique. Jack Nitzsche devait à l'origine la composer, mais il est n'est pas disponible. Chevy Chase suggère alors Shirley Walker, qui avait dirigé l'orchestre pour Le sapin a les boules (1989). C'est par ailleurs la première fois qu'une femme compose entièrement la musique d'un film d'une major à Hollywood. Shirley Walker retrouvera John Carpenter quelques années plus tard pour Los Angeles 2013.
Liste des titres
1. Theme Medley - 3:22
2. In A State Of Molecular Flux - 4:00
3. Fear Creeps In - 3:09
4. Love In The Rain - 1:38
5. Nick Escapes The Apartment Siege - 3:31
6. The Final Chase - 3:14
7. Nick And Alice In Love - 2:28
8. Jenkins Closes In - 4:37
9. The Invisible Man Reveals Himself - 1:40
10. You're Not Alone Anymore - 2:11

## Distinctions
- Nominations aux Saturn Awards 1993 décernés par de l'Académie des films de science-fiction, fantastique et horreur : meilleur film de science-fiction, meilleur acteur (Chevy Chase), meilleurs effets spéciaux (Bruce Nicholson et Ned Gorman) et meilleur second rôle (Sam Neill)[14]
- Nomination au Fantasporto la même année au titre de meilleur film.

## Accueil

### Critique
Le film reçoit des critiques globalement mitigées. Sur l'agrégateur américain Rotten Tomatoes, il récolte 24% d'opinions favorables pour 33 critiques et une note moyenne de 4,7⁄10. Sur Metacritic, il obtient une note moyenne de 48⁄100 pour 19 critiques.
Le célèbre critique Roger Ebert écrit notamment « L'intrigue est paresseuse et conventionnelle. Ce qui est bien dans le film implique Chase et Hannah, qui doivent résoudre entre eux les problèmes logistiques de leur étrange relation ». Dans The Washington Post, Desson Howe écrit quant à lui « Ce n'est pas un film. C'est une crise d'identité. Les avant-premières vous feraient croire que c'est une comédie loufoque. Mais les blagues sont trop lointaines et rares. Et si c'est une comédie, pourquoi John Carpenter la dirige-t-il ? C'est l'homme qui a fait Halloween... si c'est un film sérieux, pourquoi Chevy Chase est-il en tête d'affiche ? C'est l'homme qui a joué dans Bonjour les vacances 2 ».
Le film reçoit des critiques également positives, comme celle de Nicolas Saada dans les Cahiers du cinéma : « Le film ne serait rien sans le style de Carpenter, inimitable et à mes yeux éblouissant : un personnage traversant une rue filmée en plan large, l'homme invisible devenant translucide sous la pluie, ou les longues courses-poursuites dans les rues désertes de San Francisco. Autant de plans qui font de Carpenter un des derniers grands stylistes hollywoodiens, au meilleur sens du terme. Il prend le cinéma au sérieux sans perdre un instant conscience de la légèreté du sujet qu'il traite ici. Cela suffit à faire de Memoirs of an invisible man un des films les plus ludiques, les plus toniques et les plus intelligents que le cinéma américain nous ait donné à voir récemment ».
John Carpenter sera lui-même très critique envers son propre film et le décrit comme celui qu'il déteste le plus dans sa filmographie et qu'il déteste y repenser. Il explique que le studio a constamment interféré dans le projet et qu'il n'a pas eu toute la liberté créative qu'il attendait. De plus, il n'a pas du tout apprécié sa collaboration avec l'acteur Chevy Chase qu'il juge impossible à diriger. Il n'a également pas apprécié l'attitude de Daryl Hannah durant le tournage.

### Box-office
Le film est un échec au box-office et ne couvre pas les 40 millions de dollars de son budget. Il ne récolte que 14 358 033 $. En France, le film n'enregistre que 284 996 entrées.

## Autour du film
- Contrairement aux autres films ou téléfilms mettant en scène un homme invisible, Nick apparaît à l'image sur la plupart des plans afin que le spectateur comprenne mieux certaines situations.
- Quand Nick dit qu'il voudrait aller à Disneyland, il fait peut-être référence au film culte des années 1980 Bonjour les vacances dans lequel Chevy Chase incarnait un père emmenant sa famille dans un parc d'attractions.
- Nick utilise l'alias Harvey, un clin d’œil au film Harvey (1950) qui met en scène un lapin invisible[6].